# Eumacrodes
Eumacrodes là một chi bướm đêm thuộc họ Geometridae.

## Các loài
- Eumacrodes yponomeutaria (Guenée, 1857)